# METAMO
METAMO（メタモ）は、かつて活躍していた日本の女性ユニットである。ホリプロに所属していた。

## 概要
1999年7月、チェキッ娘のグループ内ユニットとして誕生。チェキッ娘本体が活動を停止したあともMETAMOは活動を続け、CDやDVD、写真集を発売するなど多方面にわたり活躍した。
2001年2月、東京・目黒区内でメジャーデビューイベントを行う。
2002年3月31日をもって解散した。後日、元々ドラマやバラエティー番組への出演希望で歌は好きではなかったという熊切あさ美は「3人組がやりたくなくて」ということで自分の中ではもういいかなと思い、解散してもらいたいと申し出たということを明かしている。
ユニット名の由来は「メタモルフォーゼ」から。チェキッ娘の生みの親でもある水口昌彦が命名した。

## メンバー
- 五十嵐恵
- 熊切あさ美
- 森知子

## ディスコグラフィー

### インディーズ時代

#### マキシシングル
1. オレンジ（1999年8月6日発売）
2. タカラ島（2000年7月12日発売）

#### アルバム
1. JA-DO（1999年12月22日発売）

### メジャー時代

#### マキシシングル
1. アイドルの憂鬱（2001年2月21日発売）
2. ない（2001年7月25日発売）

#### アルバム
1. うざい曲集（2001年8月22日発売）

## DVD
- First Triangle（2000年10月18日発売）

## 写真集
- METAMO PHOTO BOOK（2000年1月25日発売）

## 出演

### テレビ
- Cool GANG（テレビ神奈川　1999年8月から準レギュラー、2000年10月からメイン司会　2001年3月まで）
- 新春かくし芸大会（フジテレビ）
  - 2000年1月2日 - ヤングチームの『ザ・ヒットスラップオーケストラ』のメンバーで出演
  - 2001年1月1日 - 『郷土芸能・銭太鼓でドーン!』のメンバーで出演
- ものまね王座決定戦・爆笑そっくりものまね紅白歌合戦スペシャル（フジテレビ・不定期）
  - ネタはプッチモニ、ミニモニ。、ソニン・Folder5の満島ひかり・阿嘉奈津・ARISAなど
- 特選ネタショップ（テレビ朝日、2000年10月～2001年3月）
- ファイトマネー（関西テレビ放送　2001年4月～2001年9月）
- TOKYO★1週間（BS-i　毎週木曜日、2001年7月～2001年9月）